# Boletina abdominalis
Boletina abdominalis är en tvåvingeart som beskrevs av Adams 1903. Boletina abdominalis ingår i släktet Boletina och familjen svampmyggor.
Artens utbredningsområde är Missouri. Inga underarter finns listade i Catalogue of Life.